# Lake Mills (Iowa)
Lake Mills ist eine Kleinstadt (mit dem Status „City“) im Winnebago County im US-amerikanischen Bundesstaat Iowa. Im Jahr 2010 hatte Lake Mills 2100 Einwohner, deren Zahl sich bis 2013 auf 2054 verringerte. Das U.S. Census Bureau hat bei der Volkszählung 2020 eine Einwohnerzahl von 2.143 ermittelt.

## Geografie
Lake Mills liegt im Norden Iowas, 10 km südlich der Grenze zu Minnesota. Die vom Mississippi gebildete Grenze Iowas zu Wisconsin verläuft rund 210 km östlich.
Die geografischen Koordinaten von Lake Mills sind 43°25′10″ nördlicher Breite und 93°32′00″ westlicher Länge. Die Stadt erstreckt sich über eine Fläche von 7,07 km² und ist die größte Ortschaft innerhalb der Center Township.
Nachbarorte von Lake Mills sind Emmons in Minnesota (10,2 km nordnordöstlich), Northwood (27,1 km östlich), Joice (12,5 km südöstlich), Leland (17 km südwestlich), Thompson (24,4 km westsüdwestlich) und Kiester in Minnesota (27,2 km nordwestlich).
Die nächstgelegenen größeren Städte sind die Twin Cities in Minnesota (Minneapolis und Saint Paul) (188 km nördlich), Rochester in Minnesota (134 km nordöstlich), Wisconsins Hauptstadt Madison (387 km östlich), Dubuque am Schnittpunkt der Bundesstaaten Iowa, Wisconsin und Illinois (326 km ostsüdöstlich), Waterloo (197 km südöstlich), Cedar Rapids (283 km in der gleichen Richtung), Iowas Hauptstadt Des Moines (232 km südlich), Nebraskas größte Stadt Omaha (423 km südwestlich), Sioux City (313 km westsüdwestlich) und South Dakotas größte Stadt Sioux Falls (273 km westlich).

## Verkehr
Der U.S. Highway 69 verläuft in Nordost-Südwest-Richtung als Hauptstraße durch Lake Mills und trifft im Stadtzentrum an dessen westlichem Endpunkt auf den Iowa State Highway 105. Alle weiteren Straßen sind untergeordnete Landstraßen, teils unbefestigte Fahrwege sowie innerörtliche Verbindungsstraßen.
Durch Lake Mills verläuft in Nordwest-Südost-Richtung eine Eisenbahnlinie für den Frachtverkehr der Union Pacific Railroad (UP).
Mit dem Lake Mills Municipal Airport befindet sich hinter der östlichen Stadtgrenze ein kleiner Flugplatz. Die nächsten Großflughäfen sind der Minneapolis-Saint Paul International Airport (184 km nördlich) und der Des Moines International Airport (241 km südlich).

## Bevölkerung
Nach der Volkszählung im Jahr 2010 lebten in Lake Mills 2100 Menschen in 944 Haushalten. Die Bevölkerungsdichte betrug 297 Einwohner pro Quadratkilometer. In den 944 Haushalten lebten statistisch je 2,16 Personen.
Ethnisch betrachtet setzte sich die Bevölkerung zusammen aus 96,7 Prozent Weißen, 0,3 Prozent Afroamerikanern, 1,0 Prozent Asiaten sowie 1,1 Prozent aus anderen ethnischen Gruppen; 0,8 Prozent stammten von zwei oder mehr Ethnien ab. Unabhängig von der ethnischen Zugehörigkeit waren 3,6 Prozent der Bevölkerung spanischer oder lateinamerikanischer Abstammung.
22,3 Prozent der Bevölkerung waren unter 18 Jahre alt, 64,0 Prozent waren zwischen 18 und 64 und 23,7 Prozent waren 65 Jahre oder älter. 52,1 Prozent der Bevölkerung waren weiblich.
Das mittlere jährliche Einkommen eines Haushalts lag bei 36.544 USD. Das Pro-Kopf-Einkommen betrug 21.968 USD. 13,4 Prozent der Einwohner lebten unterhalb der Armutsgrenze.

## Bekannte Bewohner
- John T. Kean (1857–1904) – fünfter Vizegouverneur von South Dakota (1899–1901) – praktizierte zeitweise als Anwalt in Lake Mills
- Selmer Jackson (1888–1971) – Schauspieler – geboren in Lake Mills
- Wallace Stegner (1909–1993) – Historiker, Schriftsteller und Umweltaktivist – geboren in Lake Mills